# 篠森大輔
篠森 大輔（しのもり だいすけ、1973年 - ）は、日本の法学者。2019年現在神奈川大学法学部法律学科の教授を務めている。専門は相続法（特に、遺言執行者論、遺言の解釈に関する歴史的研究）。愛媛県松山市出身。2019年度は民事法入門等の講義を担当。主体的な行動力が求められる今日の社会で通用する人材を育てるには法律を学ぶことが最適な手段の1つであるとし、また法律は単なる手段・技術ではなく長い歴史の中で培われる文化であると語る。
ゼミでは「勉強の仕方を学んでほしい」を方針に、ある訴訟を取り巻く事実関係やその原因を詳細に検証し、自分で考える活動を行う。インターネットによる情報収集を禁止するなどし、これは社会で必須になる力であると妥協を許すことはない。
身長は188cm